# Panay (Catanduanes)

De locatie van Catanduanes in de Filipijnen

Panay is een klein eiland in het noordoosten van de provincie Filipijnse provincie Catanduanes en moet niet worden verward met het grote Panay in de Visayas. Het eiland ligt deels in de gemeente Bagamanoc en deels in Panganiban. 

## Geografie

### Bestuurlijke indeling
Panay is opgedeeld in de volgende vier barangays:
- Babaguan
- Panay
- Quigaray (deels)
- Suchan